# Szalkay Antal
Szalkay Antal (Buda, 1753. – Buda, 1804. augusztus 19.) nemesi származású katonatiszt, Sándor Lipót főherceg-nádor magántitkára, fordító.

## Fordítói tevékenysége
Mint író Blumauer osztrák költő „travesztált” Aeneisének verses fordításával lépett fel: Virgilius Éneássa. Első része Bécsben, 1792-ben jelent meg, a többi kéziratban maradt. Művének "Elöljáró beszédében közli az olvasóval: „A' mi pedig verseimet illeti: szabtam magamat a' mostani Században élö Nemzetek szokásihoz, és nem anyira igyekeztem, hajdoni szokásunk szerént, a' két utolsó Silabáknak [szótagoknak] meg-egyezésén, hogy sem mint inkább azon, hogy folyváson a' fülnek tetszö szavakkal, és mulatságos elö-mondással légyen a' Munkának folyása.”
Nevéhez fűződik a régi magyar színpad egyik leghatásosabb énekesjátékának németből való „magyarítása”: Pikkó herceg és Jutka Perzsi (Pest, 1793). Forrása Philip Hafner bécsi népszínműíró Prinz Schnudi und Prinzessin Evakathel című darabja, de nem közvetlenül az eredeti szövegét,  hanem annak egy másik színházi író által készített átdolgozását használta. A magyar szöveg Szalkay Antal munkája; zenéjét Joseph Chudi (Chudy József) pozsonyi muzsikus, az első magyar színtársulat egyik karmestere állította össze. Általában ezt tekintik a legrégibb magyar nyelvű operának. Megjegyzendő, hogy a magyar szöveget egy időben nem Szalkay Antalnak, hanem Szerelemhegyi Andrásnak tulajdonították.
Az első előadás színlapján többek között ez állt: „Buda. Ma hétfőn, pünkösd havának 6-ik napján, 1793. eszt. a Nemzeti Játszó Társaság által a híd mellett lévő nyári játékszínben az abonnementnak félretételével fog előadódni Pikkó Hertzeg És Jutka Perzsi. Új szomorú vígopera két felvonásokban. Német nyelvből magyarra alkalmaztatott tek. S. A. úr által. A muzsikát újonnan szerzette Chudi úr. A játszó személyek: Gömbötz tatár khám: Váradi úr, Jutka Perzsi a leánya: Termetzky leányasszony, Pikkó kalmuk hertzeg: Láng úr, stb.”

## Munkái
- Virgilius Éneássa, kit Blumauer németre travestált, most magyarossan... által öltöztetett. Első rész. Bécs, 1792
- Pikko hertzeg és Jutka Perzsi. Szomorú víg opera két felv. Német nyelvből (Haffner után) magyarra alkalmaztatott S. A. úr által. Pest, 1793

## Külső hivatkozások
- Szalkay Antal: Virgilius Éneássa Az eredeti kiadás teljes szövegének másolata a Google-könyvekben (első rész).